# Adolf Muschg
Adolf Muschg (Zollikon, cantó de Zúric, 1934) és un escriptor suís que ha escrit obres de teatre, novel·la i assaig. Va estudiar germanística i va ser professor en diverses universitats europees, americanes i japoneses. Entre la temàtica les seves obres destaca la desorientació dels ciutadans en els països desenvolupats.

## Obres
- Fremdkörper (‘Cossos estranys', 1968)
- Albissers Grund (‘El motiu d'Albisser’, 1974)
- Baiyun oder die Freundschaftsgesellschaft (‘Baiyun o l'associació de l'amistat, 1980)
- Leib und Leben (‘Cos i vida’, 1982)